# 惡病體質
惡病體質（Cachexia）又稱惡病質、惡液質，是因其他疾病引起的複雜綜合症和併發症，症狀表現為體重減輕以及肌肉量減少，而且無法通過營養補充品緩解。惡病體質通常由癌症或愛滋病等嚴重疾病引起。大约50%的癌症患者会出现恶病體质。患有上消化道癌和胰腺癌的人出现恶病體质的概率最高。另外癌症患者一旦進入癌症末期，出現惡病體質的概率也會增加，估计80%的癌症晚期患者都有可能出現惡病體質。

## 外部連結
- Manifestations （页面存档备份，存于） and treatment （页面存档备份，存于） of cachexia, from Cancer Medicine
- Scientists find key to "wasting syndrome" seen in cancer, AIDS (U.S. Department of Veterans Affairs) （页面存档备份，存于）